# USS Shark (SS-8)
USS Shark (SS-8) – amerykański okręt podwodny z początku XX wieku i okresu I wojny światowej, siódma zamówiona jednostka typu A. Została zwodowana 19 października 1901 roku w Crescent Shipyard w Elizabeth i przyjęta w skład US Navy 19 września 1903 roku. W listopadzie 1911 roku nazwę okrętu zmieniono na oznaczenie literowo-numeryczne A-7. Okręt skreślono z listy floty 16 stycznia 1922 roku.

## Projekt i budowa
USS „Shark”, zaprojektowany przez inż. Johna Hollanda, stanowił rozwinięcie jego poprzedniego projektu Holland VI – pierwszego okrętu podwodnego zakupionego przez US Navy. Oprócz większych wymiarów i wyporności, na śródokręcie przeniesiono zbiorniki balastowe w celu poprawy manewrowości. „Shark”, podobnie jak wszystkie okręty typu A, był jednostką pół-eksperymentalną (m.in. testowano na nim różne rodzaje kiosków i peryskopy).
Okręt zbudowany został w stoczni Crescent Shipyard w Elizabeth. Stępkę jednostki położono 11 stycznia 1901 roku, a zwodowana została 19 października 1901 roku.

## Dane taktyczno–techniczne
„Shark” był małym okrętem podwodnym o konstrukcji jednokadłubowej. Długość całkowita wykonanej ze brązu manganowego jednostki wynosiła 19,5 metra, szerokość 3,6 metra i zanurzenie 3,2 metra. Wyporność w położeniu nawodnym wynosiła 107 ton, a w zanurzeniu 123 tony. Okręt napędzany był na powierzchni przez 4-cylindrowy silnik benzynowy Otto o mocy 160 koni mechanicznych (KM). Napęd podwodny zapewniał silnik elektryczny prądu stałego o mocy 70 KM. Jednośrubowy układ napędowy pozwalał osiągnąć prędkość 8 węzłów na powierzchni i 7 węzłów w zanurzeniu. Zasięg wynosił 184 Mm przy prędkości 8 węzłów w położeniu nawodnym oraz 21 Mm przy prędkości 4 węzłów pod wodą. Energia elektryczna magazynowana była w akumulatorach kwasowo-ołowiowych o zmiennym napięciu od 70 do 160 V, które zapewniały 2 godziny podwodnego pływania przy pełnym obciążeniu. Dopuszczalna głębokość zanurzenia wynosiła 25 metrów.
Okręt wyposażony był w dziobową wyrzutnię torped kalibru 450 mm (18"), z łącznym zapasem pięciu torped. Załoga okrętu składała się jednego oficera oraz sześciu podoficerów i marynarzy.

## Przebieg służby
USS „Shark” (Submarine Torpedo Boat No. 8) został wcielony do służby w US Navy 19 września 1903 roku. Pierwszym dowódcą jednostki został por. mar. Charles P. Nelson. Przez pierwsze 3,5 roku okręt stacjonował w Centrum Uzbrojenia Torpedowego w Newport, gdzie brał udział w badaniach nad zastosowaniem uzbrojenia torpedowego, szkoleniu i eksperymentach. W marcu 1907 roku został wcielony do 1. Flotylli Torpedowej, a następnie był używany w Akademii Marynarki Wojennej Stanów Zjednoczonych w Annapolis. 21 kwietnia 1908 roku „Shark” został wycofany ze służby, a następnie po częściowym demontażu wraz z bliźniaczym „Porpoise” na pokładzie węglowca USS „Caesar” rozpoczął podróż na Filipiny. 14 sierpnia 1908 roku w Cavite okręt ponownie przyjęto do służby w 1. Dywizjonie Okrętów Podwodnych we Flocie Azjatyckiej. 17 listopada 1911 roku nazwę okrętu zmieniono na oznaczenie literowo-numeryczne A-7. W okresie I wojny światowej, pod dowództwem por. mar. Arnolda Marcusa, okręt patrolował wejście do Zatoki Manilskiej i eskortował lokalne konwoje. W dniu 24 lipca 1917 roku w trakcie patrolu w Zatoce Manilskiej na okręcie zapaliły się opary benzyny i doszło do pożaru. Dowódca wydał załodze rozkaz opuszczenia okrętu, a sam próbował ocalić jednostkę osadzając ją na mieliźnie. Wszyscy poparzeni członkowie załogi zmarli w kilka dni po wypadku, a na cześć bohaterskiego dowódcy został nazwany zwodowany w 1919 roku niszczyciel USS „Marcus”.
12 grudnia 1919 roku w Cavite A-7 został wycofany ze służby i przeznaczony na okręt-cel. 17 lipca 1920 roku okręt otrzymał numer identyfikacyjny SS-8. Z listy floty został skreślony 16 stycznia 1922 roku.